# 航空機の検査
航空機の検査（こうくうきのけんさ）では、航空機の事故・故障等を未然に防ぐために実施する検査（点検・整備）について述べる。

## 検査の種類
航空機の機体に対する「機体整備」（定時整備とも言う）とエンジンと装備品に対する「工場整備」に分けられる。「機体整備」の場合は、複雑な修理や調整を必要とせず、検査後に必要とあれば部品・装備品・エンジンを良品に交換するだけである。「工場整備」の場合は、故障時や指定された使用時間による交換（時間交換）などで機体から取り外したエンジンや装備品の分解整備（オーバーホール）を行う。また、工場整備の方法は、指定された使用時間ごとに分解整備を行う「オーバーホール方式」と信頼性管理（運行→情報収集→問題点の把握→原因分析→対策）による合理的で効率的な整備を行う「信頼性整備方式」の2つに分けられている。
機体整備の場合には5段階あり、頻度が高い順から低い順に上から並べると以下である。
飛行前点検（preflight check）
毎回の飛行ごとに出発前に実施され外観点検・燃料補給の確認などが行われる。
A整備（A check）
エンジンオイルや作動油や酸素などの点検・補充をして、傷みやすい動翼類、タイヤ、ブレーキ、エンジンなどを中心とした検査を行う、運航の合間を利用して行われる。検査間隔は所定の飛行回数または飛行時間または日数で定められる。
B整備（B check）
A整備の作業に加えて、エンジン関係を中心とした詳細な検査を行う。これも運航の合間に行われる。航空会社の中にはA整備に分散実施し済ませることがある。 検査間隔は所定の飛行回数または飛行時間または日数で定められる。
C整備（C check）
5-10日間の間で運航を中止して行われるもので、A・B整備の内容に加えて、さまざまな系統の配管と配線、エンジン、ランディングギアなどについて入念な検査を行う。機体構造の検査や各部の給油や装備品の時間交換などが行われる。検査間隔は所定の飛行回数または飛行時間または日数で定められる。
D整備（D check）
3-4週間機体をドックに入れて行われる最も重く複雑で作業日数がかかる検査で、機体構造の内部検査及び防錆処置と各システムの諸系統に対しての点検や機能試験と機体の再塗装を行う、また大規模な改修もこの検査で行われる。 検査間隔は所定の飛行回数または飛行時間または日数で定められる。
工場整備でのエンジンの場合は以下の3つある。
エンジン・オーバーホール（engine overhaul）
指定された使用時間でエンジンを機体から取り外し分解整備する方式。主にピストンエンジンで行われている。
エンジン重整備（engine heavy maintenance）
指定された使用時間でエンジンを機体から取り外して行う分解整備であるが、エンジン・オーバーホールのような完全な分解整備は行わず、エンジンの構成部品単位ごとに分解整備する方式、構成部品単位ごとに分解整備までの時間が設定されており、分解整備時に分解整備の内容が違ってくる。
オン・コンディション（on-condition）
指定された使用時間を設定せずに機体にエンジンを取り付けたままの状態で外部からボアスコープや放射線透過検査などを用いてエンジン内部の検査を行い、またエンジンオイルを取り出し分析しエンジン内部の状況を判定して、結果によっては取り外して必要な整備をする方式。
工場整備での装備品の場合はオーバーホール、オン・コンディション、信頼性整備方式のコンディション・モニターリングの3つがあり、昔は予防整備の考えのもとにオーバーホール方式が主流を占めていたが、最近は信頼性整備方式への移行が進みコンディション・モニタリング方式が主体となっている。